# Насер аль-Мухаммед аль-Ахмед ас-Сабах
Насер аль-Мухаммед аль-Ахмед ас-Сабах (араб. ناصر المحمد الأحمد الصباح‎; род. 22 декабря 1940, Эль-Кувейт, Кувейт) — член правящей династии Кувейта ас-Сабах. Премьер-министр Кувейта с 2006 по 2011 год.

## Биография
Шейх Насер родился в 1940 году в семье шейха Мухаммеда (1909—1975) — второго сына тогдашнего кувейтского монарха Ахмеда I — и сайиды Насимы бинт Талиб аль-Накиб (?—1980). Таким образом, шейх Насер — племянник двух кувейтских эмиров: покойного Джабера III и покойного Сабаха IV.
Среднее образование получил в Кувейте и Великобритании (1955—1959), высшее — в Швейцарии, где окончил в 1964 году университет Женевы со степенью по политическим наукам и экономике. Также получил диплом по французскому языку (1960). Владеет английским, французским и в небольшой степени персидским языками. Мусульманин-суннит.
Трудовую деятельность начал в 1964 году в МИДе Кувейта, в ранге третьего секретаря кувейтского представительства при ООН. Позже был постоянным представителем своей страны в европейском офисе ООН в Женеве, открыл первое представительство Кувейта в Женеве.
В 1966—1974 годы — посол в Иране, с 1968 года одновременно — посол в Афганистане. В 1979 году стал заместителем министра, а затем министром информации. Во время иракской оккупации эмирата в 1990—1991 годах создал первую кувейтскую радиостанцию в изгнании, и именно его голос услышали в эфире подданные страны, когда он обратился к ним со словами: «Говорит Кувейт». С сентября 1991 года — министр по делам канцелярии эмира.

## Премьер-министр
8 февраля 2006 года новый эмир Кувейта Сабах IV назначил своего племянника шейха Насера (являвшегося в тот момент министром по делам канцелярии эмира) Премьер-министром страны, которому и было поручено формирование нового правительства.
28 октября 2007 года премьер-министр внёс изменения в состав действующего правительства, разделив Министерство обороны и внутренних дел на два отдельных министерства. Только шесть министров из старого состава правительства сохранили свои портфели.
17 марта 2009 года парламент вынуждал шейха подать в отставку под напором обвинений в нарушении конституции и растратах. Однако шейх Насер сохранил свой пост, а парламент был распущен.

## Семейное положение
В 1969—1977 годах шейх Насер был женат на своей двоюродной тётке — Шахразад бинт Хамуд ас-Сабах, внучке шейха Джабера II. От этого брака 2 сына: Сабах (род. 21.03.1970) и Ахмед (род. 13.02.1971).

## Награды
- Орден князя Ярослава Мудрого II ст. (Украина, 26 апреля 2011 года)[6] — за значительный личный вклад в преодоление последствий Чернобыльской катастрофы, реализацию международных гуманитарных программ, многолетнюю плодотворную общественную деятельность